# Българска уеб асоциация
Българска Уеб Асоциация (BWA) е доброволна, браншова, неправителствена организация, сформирана от компании в частния сектор с цел да представлява и развива Българския Уеб пазар. Асоциацията провежда конкурси, тренинги и семинари за нейните членове с цел оптимизация на качеството на предлаганите услуги в уеб пространството.

## Създаване и устройство
Българската Уеб Асоциация е резултат от сътрудничеството на 5 онлайн агенции, които я основават на 14 март 2004 г. Работата на членовете на асоциацията довежда до създаване на първите критерии за качество на работата на уеб агенциите, както и критерии за лоялна конкуренция. Това се случва посредством Етичен кодекс приет през 2004 г. Основните положения, заложени в него са: коректност, лоялност, конкурентоспособност и професионализъм. През 2010 г. в нея членуват 60 водещи български компании, включващи уеб студия, уеб медии и фирми, занимаващи се с уеб услуги. Органите на организацията са Общо събрание, Управителен съвет, Секция „Уеб Агенции“, Секция „Уеб Медии“ и Секция „Уеб Услуги“. В Общото събрание участват всички членове, като то се провежда веднъж годишно (редовно общо събрание). Може да бъде свикано и при необходимост от Управителния съвет (извънредно общо събрание). Управителният съвет, както и неговият Председател, се избират от Общото събрание с мандат от 2 години. УС се състои от 5 члена, представители на членуващите фирми, а право на съвещателен глас при взимането на решения имат и секретарите на отделните секции „Уеб Агенции“, „Уеб Медии“ и „Уеб Услуги“.

## Мисия и цели
Мисията на Българската Уеб Асоциация е да развива уеб технологиите и добрите практики в сферата на всички услуги, предлагани онлайн. Част от дейността ѝ е свързана с подпомагане и координация на съвместната работа на различните компании, които се занимават с подготовка, организация, проектиране, реализация, поддръжка на уебсайтове, уеб дизайн, интернет реклама, мултимедия и други. Друг приоритет за сдружението е популяризирането на възможностите на уеб и интернет в обществото, бизнес средите и правителствените и неправителствени организации в България и чужбина.
Според формулировката в устава на самата асоциация, техните основни цели са:
- Да развива и утвърждава високи професионални стандарти и професионална етика сред членовете си;
- Да подпомага членовете си при разясняване на нови изисквания, закони, нормативни уредби, свързани с Интернет и работата в Интернет пространството
- Включване в законодателните и национално-отговорни инициативи в областта на Уеб и Интернет;
- Да работи за създаване на професионални стандарти между членовете на Асоциацията за етика, обслужване и качество;
- Да популяризира в България Интернет като средство за комуникация и Уеб като медия

## Дейност
Още с прохождането си през 2004 г., организацията създава и утвърждава две от най-значимите събития за Уеб бранша в България – Международния Уеб фестивал в Албена и класацията „БГ сайт“. Те се провеждат успешно и до днес и представляват голям интерес за сектора. През 2008 г. сдружението отпечатва каталог с дейността на всички свои членове и го разпространява до над 5000 фирми и организации. Друго събитие, което асоциацията провежда от 2009 г. е професионалният конкурс „Български награди за Уеб“. Неговата цел е да стимулира професионализма на фирмите, чрез награждаване и популяризиране на добрите им практики. Българската Уеб Асоциация провежда и множество семинари и обучения, които целят да повишат знанията, професионалното израстване и конкурентоспособността на членовете ѝ.